# Station Roubaix
Station Roubaix is een spoorwegstation in de Franse gemeente Roubaix.

## Treindienst
| Serie      | Treinsoort       | Route                                                                                        | Bijzonderheden              |
| ---------- | ---------------- | -------------------------------------------------------------------------------------------- | --------------------------- |
| K 80 IC 04 | Intercity (NMBS) | Kortrijk – Roubaix – Lille-Flandres                                                          | Vleugeltrein van serie 700. |
| TGV 7200   | TGV (SNCF)       | Paris Nord – Arras – [ Lille-Flandres – Roubaix – Tourcoing ] / [ Lille-Europe – Dunkerque ] |                             |
| P 80       | TER (SNCF)       | Lille-Flandres – Roubaix – Tourcoing                                                         |                             |

Fives ·
(Lille-Flandres) ·
Croix-Wasquehal ·
Croix-L'Allumette ·
Roubaix ·
Tourcoing ·
Tourcoing-Frontière ·
Moeskroen